# Xanthoconium purpureum
Xanthoconium purpureum är en svampart som beskrevs av Snell & E.A. Dick 1962. Xanthoconium purpureum ingår i släktet Xanthoconium och familjen Boletaceae.   Inga underarter finns listade i Catalogue of Life.